# 横山民司
横山民司（よこやま たみじ、1937年- ）は、日本の北欧語学者。

## 人物・来歴
長野県生まれ。埼玉大学独文科卒・東京都立大学大学院独文科修士課程修了。後に北欧文学に転向。1975-77年ウプサラ大学に学ぶ。東京都立大学助手、成蹊大学講師、東京水産大学助教授、東海大学教授、目白大学教授を経て2008年停年。プレスポート・千点世界文学大系主幹。
近年『金瓶梅』の新訳も手がけた。

## 編著書
- 『スウェーデン語の入門』白水社, 1978.5
- 『標準スウェーデン会話』山崎陽子共著. 白水社, 1982.6
- 『エクスプレスノルウェー語』白水社, 1987.10
- 『エクスプレススウェーデン語』白水社, 1987.4
- 『エクスプレスデンマーク語』白水社, 1988.4
- 『エクスプレスアイスランド語』編. 白水社, 1990.6
- 『スウェーデン語 (CDエクスプレス)』白水社, 2002.7
- 『ノルウェー語 (CDエクスプレス)』白水社, 2002.8
- 『アイスランド語 (CDエクスプレス)』編. 白水社, 2003.9
- 『デンマーク語 (CDエクスプレス)』白水社, 2005.8

### 翻訳
- スティーグ・クラーソン『棕梠の葉とバラの花 独居老女悲話』(1000点世界文学大系 北欧篇 5) 北欧文化通信社, 2009.7
- 蘭陵笑笑生原作『新釈金瓶梅 中国明代白話小説』巻1-2 (1000点世界文学大系 中国篇 プレスポート・北欧文化通信社, 2018-19